# Philemon Kiplimo
Philemon Kiplimo (10 ottobre 1998) è un mezzofondista e maratoneta keniota.

## Biografia
Nel 2020 arrivando quinto alla mezza maratona di Valencia con il tempo di 57'59" ha stabilito quello che all'epoca era il sesto tempo di sempre su tale distanza (l'unico atleta nella storia che prima di quella gara aveva ottenuto un tempo migliore del suo era infatti Geoffrey Kamworor, il precedente detentore del record del mondo con un tempo di 58'01", al quale si sono poi aggiunti ovviamente i quattro atleti che l'hanno preceduto a Valencia, che erano al momento anche gli unici atleti di sempre ad aver abbattuto il muro dei 58'00" su tale distanza). L'anno seguente è sceso alla settima posizione di sempre a causa del 58'07" con cui Abel Kipchumba vinse sempre a Valencia.

## Campionati nazionali
2025
- 9º ai campionati kenioti, 10000 m piani - 28'41"49

## Altre competizioni internazionali
2019
- 5º alla Mezza maratona di Copenaghen ( Copenaghen) - 59'57"
- Oro alla Mezza maratona di Boston ( Boston) - 1h01'58"

2020
- 5º alla Mezza maratona di Valencia ( Valencia) - 58'11"
- Argento alla Mezza maratona di Praga ( Praga) - 59'56"

2021
- 5º alla Mezza maratona di Valencia ( Valencia) - 58'34"
- Bronzo alla Mezza maratona di Berlino ( Berlino) - 59'54"

2022
- 9º alla Maratona di Valencia ( Valencia) - 2h05'44"
- Argento alla Mezza maratona di Praga ( Praga) - 59'33"

2023
- 8º alla Maratona di Berlino ( Berlino) - 2h04'56"
- 6º alla Mezza maratona di Berlino ( Berlino) - 1h00'57"

2024
- Bronzo alla Maratona di Amburgo ( Amburgo) - 2h05'37"
- 11º alla Mezza maratona di Barcellona ( Barcellona) - 1h01'01"
- 12º alla 10K Valencia Ibercaja ( Valencia) - 27'44"

2025
- Argento alla Maratona di Amburgo ( Amburgo) - 2h04'01"